# Zwartpootheidebodemwants
De zwartpootheidebodemwants (Macrodema microptera) is een wants uit de onderfamilie Rhyparochrominae en de familie van de bodemwantsen (Lygaeidae).
De onderfamilie Rhyparochrominae wordt ook wel als een zelfstandige familie Rhyparochromidae gezien in een superfamilie Lygaeoidea. Lygaeidae is conform de indeling van bijvoorbeeld het Nederlands Soortenregister.

## Uiterlijk
De zwartpootheidebodemwants is 3,1 tot 3,9 mm lang. Het is een zwarte wants. Ook poten en de antennes zijn zwart. Van het zwarte halsschild (pronotum) is het onderste deel bruin met donkere stippels. De voorvleugels zijn lichtbruin met donkerbruine stippellijnen. Ze zijn gewoonlijk kortvleugelig (brachypteer), langvleugelige (macropteer) wantsen zijn zeldzaam. Hij lijkt veel op de bruinpootheidebodemwants (Ischnocoris angustulus). De poten en antennes van deze wants zijn echter gedeeltelijk lichtbruin en gedeeltelijk donkerbruin en hij heeft iets grotere ogen.

## Verspreiding en habitat
De soort komt voor in Europa van het zuidelijk deel van Scandinavië tot het noorden van het Iberisch Schiereiland. Naar het oosten toe wordt hij zeldzamer. Hij is verspreidt tot in Rusland. De wantsen leven in heidevelden. Zowel op veengrond, droog zand of kalksteenbodems. Hoewel hij ook wordt gevonden op deels beschaduwde plaatsen heeft de soort een voorkeur voor droge, zonnige leefgebieden.

## Leefwijze
De wantsen leven vooral op de grond en zuigen aan zaden van heide en waarschijnlijk van andere planten, maar dat is niet vastgesteld. Ze klimmen niet vaak in de plant om daar aan rijpende zaden te zuigen. De imago’s overwinteren onder de voedselplanten en paren in mei, waarna van mei tot juli de eieren worden gelegd in de stooisellaag onder de heide, in de tweede helft van juli verschijnt er een nieuwe generatie volwassen wantsen.